# Sedlec (ort i Tjeckien, Södra Mähren)
Sedlec är en ort i Tjeckien.   Den ligger i regionen Södra Mähren, i den sydöstra delen av landet, 220 km sydost om huvudstaden Prag. Sedlec ligger 184 meter över havet och antalet invånare är 776. Den ligger vid sjön Nesyt.
Terrängen runt Sedlec är platt åt sydost, men åt nordväst är den kuperad.Runt Sedlec är det ganska tätbefolkat, med 75 invånare per kvadratkilometer. Närmaste större samhälle är Břeclav, 13,9 km öster om Sedlec. Trakten runt Sedlec består till största delen av jordbruksmark.